# Воздвиженский (Дмитровский район)
Воздви́женский — упразднённый посёлок, существовавший на территории Дмитровского района Орловской области. Входил в состав Соломинского сельсовета.

## География
Располагался в 15 км к востоку от Дмитровска по дороге из села Соломино в деревню Хальзево на водоразделе бассейнов рек Десны и Оки. Состоял из одной улицы, протянувшейся с север-запада на юг-восток. Дома в посёлке располагались только по северо-восточной стороне улицы. Высота над уровнем моря — 267 м. Ближайший, ныне существующий населённый пункт, посёлок Успенский, располагается в 1,5 км к югу от места, где находился посёлок Воздвиженский.

## Этимология
Получил названия от церковного праздника Воздвижения Креста Господня, так как первыми жителями посёлка были выходцы из соседнего села Трофимово, в котором располагался православный Воздвиженский храм и престольным праздником было Воздвижение.

## История
Основан в начале XX века переселенцами из соседнего села Трофимово. В 1926 году в посёлке было 17 дворов, проживало 100 человек (52 мужского пола, 48 женского). В то время Воздвиженский входил в состав Трофимовского сельсовета Долбенкинской волости Дмитровского уезда. Позже был передан в Соломинский сельсовет. В 1937 году в посёлке было 24 двора. Во время Великой Отечественной войны, с октября 1941 года по август 1943 года, Воздвиженский находился в зоне немецко-фашистской оккупации. Неудачная попытка освободить посёлок была предпринята 27—28 февраля 1943 года 69-й стрелковой дивизией 65-й армии. К юго-востоку от бывшего посёлка находится братская могила советских воинов, погибших во время Великой Отечественной войны. В 1980-е годы Воздвиженский ещё обозначался на картах, но постоянного населения здесь уже не было. К началу 2000-х годов место, где располагался посёлок, представляло собой распаханное поле без единой сохранившейся постройки. Упразднён 15 октября 2004 года.

## Население
| 100 | 0 | 0 |

## Памятник истории
На юго-восточной окраине бывшего посёлка находится братская могила советских воинов, погибших во время Великой Отечественной войны. Захоронен 171 человек. У всех установлены имена.